# 22-й егерский полк
22-й егерский полк

## Места дислокации
В 1820 году — Мглин Черниговской губернии. Второй батальон полка на поселении в Могилевской губернии.

## Формирование полка
Полк имел старшинство с 17 мая 1797 года, поскольку был сформирован 29 августа 1805 года из выделенных рот 12-го егерского полка. По упразднении егерских полков 28 января 1833 года все три батальона были присоединены к Севскому пехотному полку. В 1863 году вторая половина Севского полка пошла на формирование Тамбовского пехотного полка, в котором были сохранены старшинство 12-го егерского полка.

## Кампании полка
В 1812 году полк был расквартирован в Крыму и с открытием кампании против Наполеона был двинут на соединение с Дунайской армии, в составе которой принимал участие на завершающем этапе Отечественной войны.

## Знаки отличия полка
22-й егерский полк знаков отличия не имел, однако при его расформировании ему были пожалованы знаки на головные уборы для нижних чинов с надписью «За войну 1812, 1813 и 1814 годов», пожалованные для уравнения в правах с батальонами Севского полка.

## Шефы полка
- 4 сентября 1805 — 3 декабря 1809 — полковник Коломара, Дмитрий Константинович
- 3 декабря 1809 — 1 сентября 1814 — полковник (с 8 февраля 1811 генерал-майор, с 15 сентября 1813 генерал-лейтенант) Рудзевич, Александр Яковлевич

## Командиры полка
- 16 декабря 1808 — 15 февраля 1811 — подполковник Черкасов, Иван Данилович
- 26 января 1812 — 2 февраля 1814 — подполковник Атрахович, Яков Степанович
- 2 февраля 1814 — 19 марта 1820 — полковник Избаш, Никита Нестерович
- 28 марта 1820 — 18 августа 1820 — подполковник (полковник) Муратов
- 18 августа 1820 — ? — подполковник Дитмар